# Korotyginskaja
Korotyginskaja (ros. Коротыгинская) – wieś w Rosji, w rejonie wożegodskim obwodu wołogodzkiego. W 2010 r. liczyła 47 mieszkańców.